# Fang Zheng

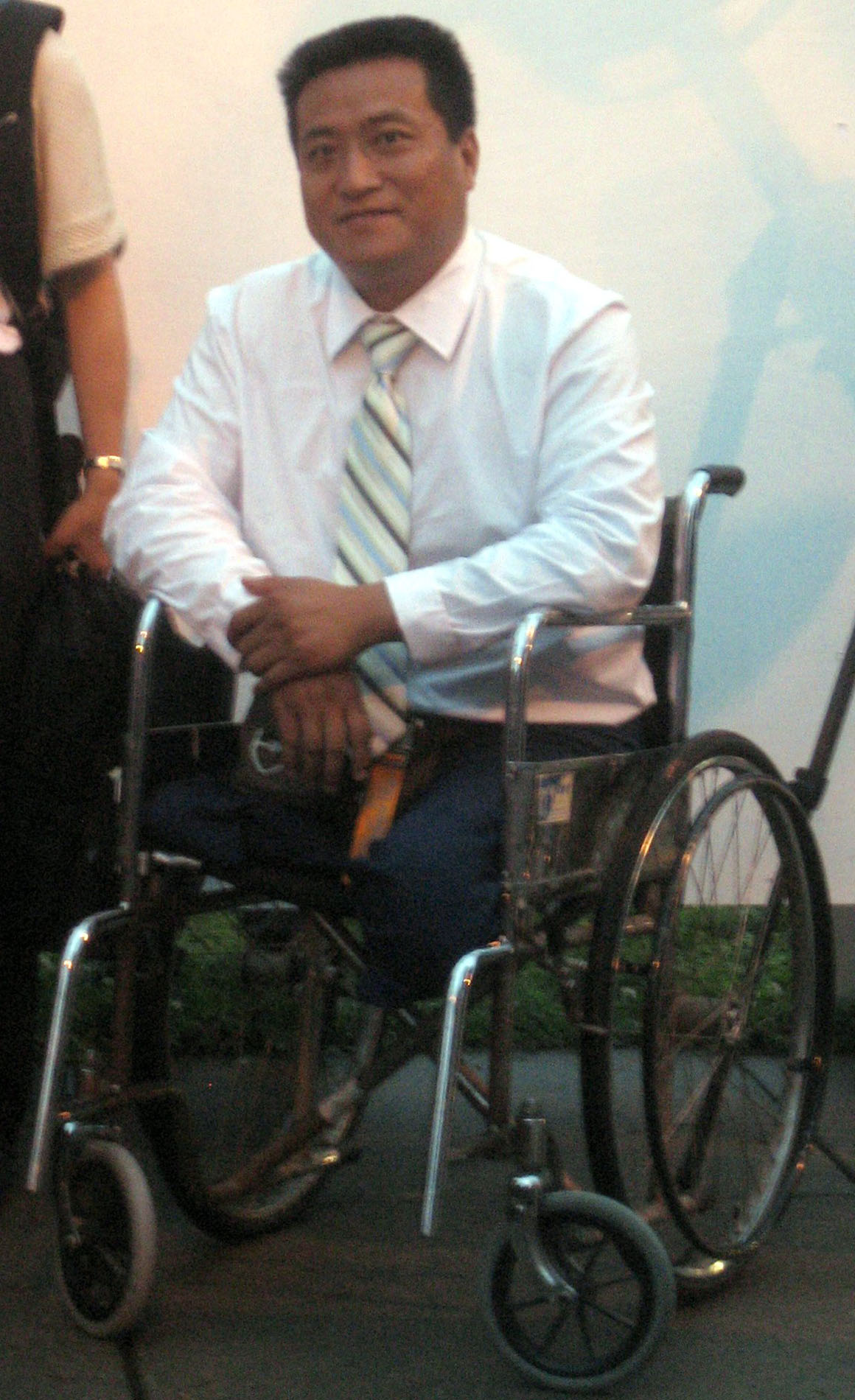
Fang Zheng beim 20. Jahrestag des Tian’anmen-Massaker

Fang Zheng (* 14. Oktober 1966 in Hefei, Anhui) ist ehemaliger Studenten-Demonstrant, der während der Tiananmen-Platz-Proteste im Jahr 1989 schwer verletzt wurde. Während der Evakuierung des Platzes in den frühen Morgenstunden des 4. Juni, wurde Fang von einem Panzer der Volksbefreiungsarmee überfahren, was zur Amputation seiner beiden Beine führte. Fang ist derzeit Präsident der chinesischen Bildungsstiftung für Demokratie.

## Jugend und Ausbildung
Während seiner Kindheit war Fang Zheng ein Sport-Enthusiast und wurde von Chinas Rückkehr zu den Olympischen Spielen 1984 inspiriert, sich an der Sport-Universität Peking registrieren zu lassen. Im Jahr 1989 war Fang ein Senior an der Pekinger Sport-Universität mit Schwerpunkt in Biodynamik im Sport und plante Lehrer in der Sportabteilung der Süd-China-Lehrerhochschule in Guangzhou zu werden. Fang war Mitglied der Kommunistischen Partei Chinas.

## Beteiligung bei der Niederschlagung am 4. Juni
Fang Zheng war in der Nacht des 3. Juni und den frühen Morgenstunden des 4. Juni auf dem Platz des Himmlischen Friedens (auch Tiananmen-Platz genannt) und nahm an einem Sitzstreik mit Kommilitonen am Denkmal für die Helden des Volkes teil. Um 04:00 Uhr am 4. Juni entschlossen Fang und seine Kommilitonen den Platz friedlich zu verlassen. Als sie davongingen, sah Fang auf dem Boden eine Blutlache, zerbrochenes Glas, beschädigte Fahrzeuge und Straßenblöcke. Als die Studenten die Chang’an Avenue in Liubukou erreichten, wurden sie mit Gas bombardiert, wodurch eine Studentin neben Fang ohnmächtig wurde. Fang hob die Studentin auf, schob sie über eine Leitplanke auf dem Bürgersteig und brachte sie in Sicherheit. Während Fang der Studentin half, sah er aus den Augenwinkeln einen sich nähernden Panzer. Er konnte sich nicht rechtzeitig retten, der Panzer fuhr über Fangs Beine und zerrte ihn eine kurze Strecke mit. In diesem Augenblick verlor Fang das Bewusstsein und wurde ins Jishuitan-Krankenhaus in Peking gebracht, wo er einer doppelten Amputation unterzogen wurde. Fangs rechtes Bein wurde am Oberschenkel und sein linkes Bein unter dem Knie amputiert.
Während er im Krankenhaus war, ermittelten Beamte des Öffentlichen Sicherheitsamtes gegen ihn, in dem Versuch die Tatsache zu verbergen, dass Studenten angegriffen wurden, als sie den Platz verließen. Beispielsweise verhinderten die Beamten der Öffentlichen Sicherheit, dass Fang im Krankenhaus über den Vorfall sprach. Nachdem Fang zur Schule zurückgekehrt war, war er mit weiteren Überprüfungen durch Schulbeamte konfrontiert, die versuchten den Vorfall zu unterdrücken, indem sie Fang beschuldigten, gewalttätig gewesen zu sein und den Angriff provoziert zu haben.
Während Fangs Aufenthalt im Krankenhaus besuchte ihn die Studentin, die Fang in Sicherheit gebracht hatte. Sie bedankte sich bei ihm, dass er ihr Leben gerettet hatte. Während die Schulbehörden die Fakten ermittelten, die zu Fangs Vorfall führten, bat er die Studentin Zeuge in seinem Namen zu sein. Doch sie weigerte sich und sagte, dass sie sich nicht mehr erinnern konnte, was geschehen war, und würde später behaupten, dass sie damals bei dem Vorfall nicht bei ihm gewesen sei.

## Post-Tiananmen-Platz-Proteste 1989
Nach dem Protest auf dem Tiananmen-Platz 1989 wurde Fang von der Regierung Chinas unter Druck gesetzt zuzugeben, dass seine Verletzungen von einem Verkehrsunfall seien. Fang weigerte sich, was dazu führte, dass die Pekinger Sportuniversität seinen Universitätsabschluss zurückhielt und ihm eine Arbeitszuweisung verweigerte. Fangs Beteiligung an den Protesten führte zu rechtlichen Komplikationen, die ihn daran hinderten, seinen Haushalt und seine Ehe registrieren zu lassen. Fang zog seine Mitgliedschaft in der Kommunistischen Partei Chinas zurück. Von 1992 bis 2000 wohnte Fang in der Provinz Hainan, wo er weiterhin überwacht, verhört und belästigt wurde. Beispielsweise wurden Familienangehörige und Freunde, die Fang im Jahr 1995 besuchten, von der Polizei festgenommen und seine Telefonleitung wurde an Jahrestagen der Proteste auf dem Tiananmen-Platz 1989 überwacht und abgeschaltet.

### Sportwettbewerb
Fang, unbeeindruckt seiner Behinderung und politischer Verfolgung, fuhr fort seiner Leidenschaft, dem Sport nachzugehen. Im Jahr 1992 repräsentierte Fang Peking bei den dritten All-China-Behindertensportwettkämpfen in Guangzhou, in denen er zwei Goldmedaillen gewann, und zwei Rekorde für die Fernost- und Südpazifikregion brach.
Als Chinas nationaler Meister-Diskuswerfer unter den behinderten Athleten wurde Fang 1994 von den Fernost- und Südpazifik-Spielen für Behinderte in Peking ausgeschlossen. Fang nahm nicht am Wettbewerb teil und wurde nach Hause geschickt, weil Beamte der Kommunisten Partei Chinas entdeckt hatten, dass seine Behinderung die Folge der militärischen Niederschlagung der Proteste auf dem Tiananmen-Platz gewesen war. Als Antwort auf seine Sperrung sagte Fang: „Obwohl ich am 4. Juni verletzt wurde, sollte ich genauso behandelt werden wie jeder andere behinderte Mann. Doch in Wirklichkeit hat sich die Situation als anders erwiesen“ und „es sollte keine Verbindung zwischen meiner Verletzung und der Ursache meiner Verletzung geben.“ Während des Trainings vor den Spielen, wurde Fang von Beamten der Kommunistischen Partei, die die Spiele überwachten, gesagt, dass er nicht mit ausländischen Journalisten sprechen soll. Für den Fall, dass er eine Medaille gewinnen sollte, sollte er vermeiden bei Pressekonferenzen, irgendwelche Fragen über die Ursache seiner Verletzung zu beantworten. Obwohl Fang den Bedingungen zugestimmt hatte, wurde er später vom Wettkampf gesperrt. Die offizielle Erklärung für die Sperrung Fangs war, dass die Diskus-Veranstaltung wegen Mangels an Teilnehmern aus anderen Ländern storniert werden musste. Der Wettkampf wurde später von dem einzigen Teilnehmer, Martin Peter aus Neuseeland, gewonnen.
In einem Interview mit der Sky News während der Vorbereitung auf die Olympischen Spiele 2008 in Peking, wurde Fang von Regierungsaufsehern daran gehindert, seinen Bericht über den Panzervorfall zu erklären. Die Aufseher erklärten, dass es etwas im Zusammenhang mit einem heiklen Thema über die Geschichte Chinas sei und es großartig wäre, wenn dieses Thema übersprungen werden könnte.

### Einwanderung in die Vereinigten Staaten und Aufstehfeier
Im August 2008, vor den Olympischen Spielen in Peking, bekam Fang von der chinesischen Regierung einen Pass ausgestellt.  Fang, seine Frau Zhu Jin und Tochter Grace reisten im Februar 2009 in die Vereinigten Staaten.
Bis 2009 hatte Fang seit zwanzig Jahren einen Rollstuhl benutzt. Ein paar Monate nach seiner Ankunft in den Vereinigten Staaten und mit Hilfe von Spezialisten, wie Dr. Terrance Sheehan und der Spende von Prothesenbeinen durch Medical Center Orthotics and Prothetics, konnte Fang wieder gehen.
Im Jahr 2009 fand eine Veranstaltung in Washington, D.C. statt, um Fang Zhengs „Aufstehen“ zu feiern. Fang und seine Familie, Kongressmitglieder, Medien und chinesische Dissidenten, einschließlich Yang Jianli, Feng Congde und Chai Ling, nahmen daran teil. Chai Ling, eine Studentenführerin der Proteste auf dem Tiananmen-Platz von 1989, beschrieb ihre Erfahrung bei der Feier: „Als die Musik anfing zu spielen und Fang begann mit seiner Frau zu tanzen, kamen mir die Tränen. Ich stellte mir den Tag vor, an dem alle Überlebenden von Tiananmen, wie Fang Zheng mit ihren Lieben aufstehen können, um das Leben zu feiern, zu lieben und über Widrigkeiten zu triumphieren.“ Yang Jianli, auch ein Studentenführer, beschrieb die Geschichte von Fang: „In den vergangenen 20 Jahren ist Fang Zheng in seinem Geist aufgestanden – auch ohne Beine ... aber heute steht er wirklich auf. Es ist meine aufrichtige Hoffnung, dass wir Chinesen mit Fang Zheng aufstehen werden.“ Nach dem Tanz mit seiner Frau, sagte Fang: „Das ist ein Gefühl der neuen Hoffnung für mich“, und „zur gleichen Zeit ist es auch ein Gefühl der neuen Hoffnung für China.“

### Aktivismus
Beim zwanzigsten Jahrestag der Niederschlagung des 4. Juni sagte Fang vor der Tom-Lantos-Menschenrechtskommission des Kongresses der Vereinigten Staaten über die Proteste auf dem Tiananmen-Platz 1989 und über seine Erfahrungen aus. Er bezeugte, dass die Regierung seit der Niederschlagung am 4. Juni, sich weigerte irgendein Fehlverhalten zuzugeben, keine Verantwortung für ihre Handlungen übernommen, und die Opfer in den Jahrzehnten nach dem Massaker misshandelt und verfolgt habe. Fang rief China dazu auf, ein Komitee zu gründen, das die Wahrheit herauszufinden sollte, wer das Massaker befohlen hatte. Er tat dies, um Gerechtigkeit für die Opfer und wahre Freiheit für ganz China zu erreichen.
Am 23. Jahrestag der Niederschlagung des 4. Juni nahm Fang an einer jährlichen Kundgebung und Kerzenlicht-Mahnwache im Victoria Park in Hongkong teil. An der Gedenkstätte hielt Fang eine Rede, in der er sagte: „Ich bin gekommen, um mit Menschen zu reden, vor allem jungen Menschen, damit sie die Wahrheit über die Tötungen des 4. Juni erfahren...“ Weiterhin sagte er: „Die effektivste Waffe, um das kommunistische Regime zu bekämpfen, ist nicht zu vergessen, was die Regierung uns vergessen lassen will, und sich zu weigern zu vergessen, was die Regierung getan hat.“ Während seiner Reise nach Hongkong besuchte er auch Aktivisten aus der Organisation Hongkong Föderation der Studenten, die an einem 64-Stunden-Hungerstreik am Times Square in Hongkong in Causeway Bay teilgenommen hatten.
Fang ist Präsident der chinesischen Bildungsstiftung für Demokratie, eine Organisation, die einen gemeinsamen Grundsatz fördert sowie allgemeine Ideen für Wohlstand und Fortschritt der chinesischen Gesellschaft, und für Demokratie, Freiheit, Menschenrechte und Verfassungsreformen.

## Privates
Fang Zheng wohnt mit seinen drei Töchtern in der Bay Area.